# Myrkgrav

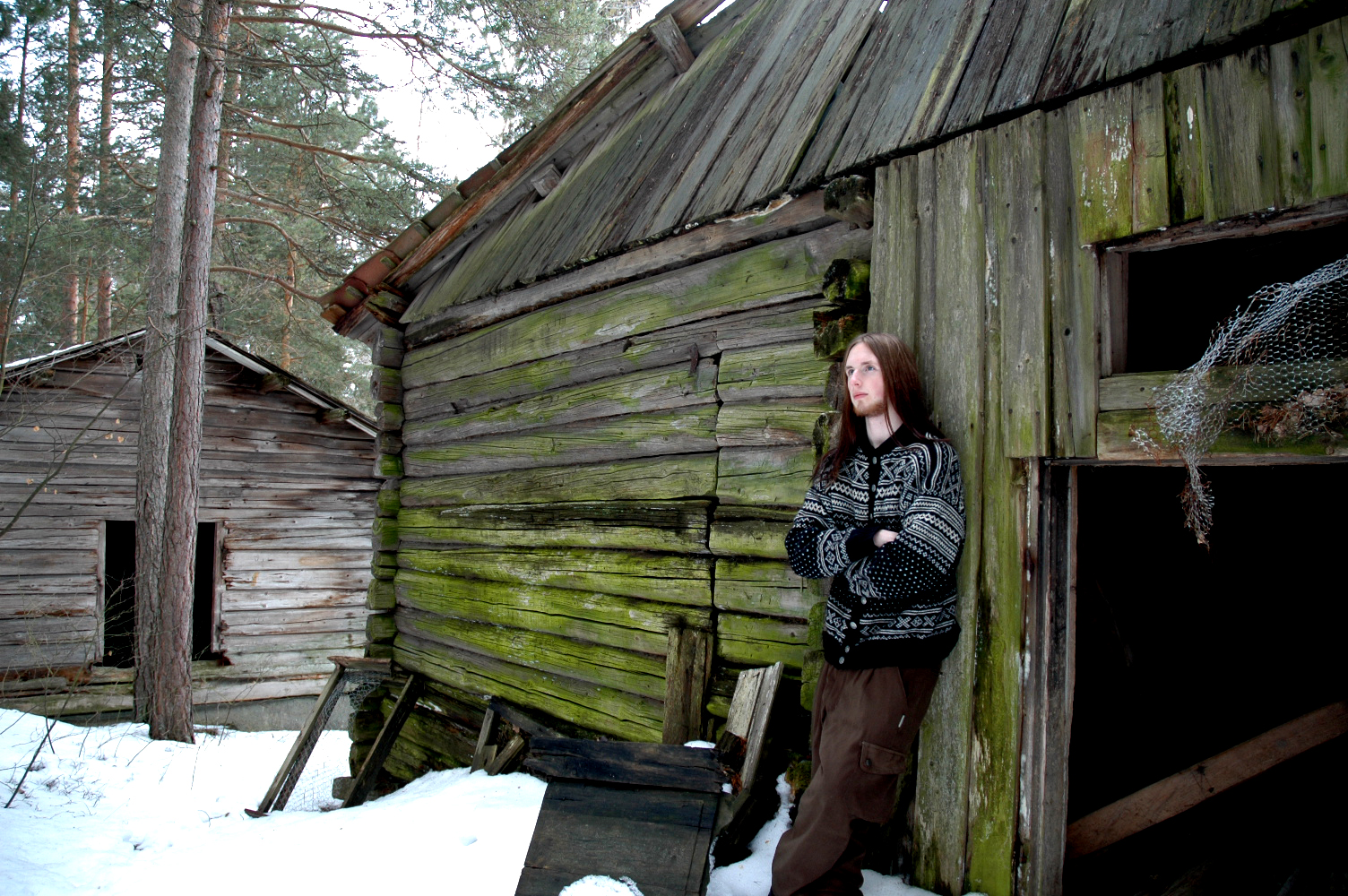
Lars Jensen

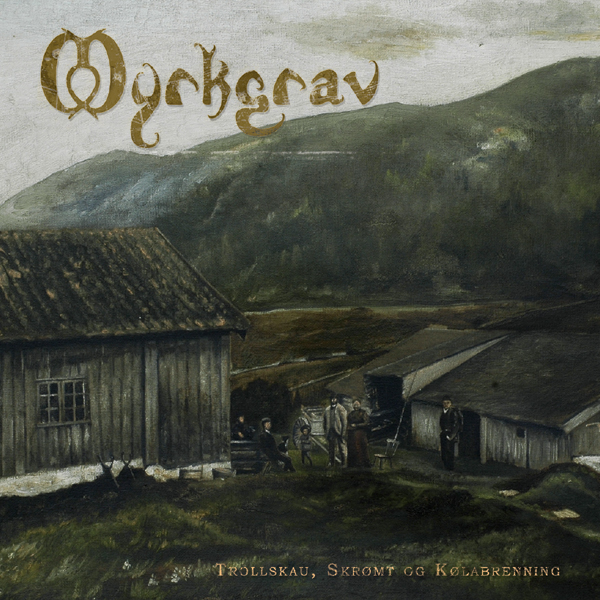
Obal alba Trollskau, skrømt og kølabrenning

Myrkgrav (v překladu temný hrob) je norská jednočlenná folk/viking/black metalová kapela založená v roce 2003 Larsem Jensenem v norském městě Åsa. Jensen sám píše texty, zpívá a nahrává nástroje, jen občas spolupracuje s dalšími muzikanty. V roce 2012 se přestěhoval do Finska do města Vaasa.
V roce 2004 vyšlo první demo Fra fjellheimen kaller... a v roce 2006 první studiové album s názvem Trollskau, skrømt og kølabrenning.

## Diskografie

### Demo nahrávky
- Fra fjellheimen kaller... (2004)

### Studiová alba
- Trollskau, skrømt og kølabrenning (2006)

### EP a singly
- Fela etter'n far (singl, 2011)
- Sjuguttmyra (EP, 2013)

### Split nahrávky
- Sjuguttmyra / Ferden Går Videre (2011) – společně s kapelou Voluspaa